# Треварес (замък)
Замъкът Треварес (на фр. Château de Trévarez) се намира в департамента Финистер в Бретан (северозападна Франция). Това е най-късно построеният замък във Франция – чак в края на 19 в. При построяването му са използвани всички нововъведения на епохата – централно отопление и топла вода на всички етажи, модерни бани, асансьор и т.н. като от тях е можела да се възползва дори прислугата.
През 1941 г. замъкът е окупиран от германските части. На 30 юли 1944 г. по сведения на френската Съпротива е бомбардиран от въздушните сили на Великобритания.
Изоставен от собствениците си, замъкът е продаден през 1968 г. на Генералния съвет на Финистер, който днес го поддържа заедно с прилежащия му парк.